# بلندآواها
بلندآواها گروهی از پرندگان گنجشک‌سانان هستند که وابسته به خانواده کوکوسنگ‌چشم‌ها (Campephagidae) هستند که تا حدی سردهٔ Lalage را تشکیل می‌دهند. نام آنها از صدای بلند نرها گرفته شده است. حدود ۱۲ گونه وجود دارد که معمولاً در جنوب آسیا و استرالیا و تعدادی گونه در جزایر اقیانوس آرام وجود دارند. آنها عمدتاً از حشرات و میوه‌ها تغذیه می‌کنند. آنها یک لانه فنجانی در بالای درختان می‌سازند.
بلندآواها پرندگان نسبتاً کوچکی هستند، حدود ۱۵ تا ۲۰ سانتی‌متر طول دارند. آنها عمدتاً سیاه، خاکستری و سفید رنگ هستند.
بیشتر گونه‌ها نسبتاً رایج هستند اما بلندآوای ساموایی در معرض خطر انقراض در نظر گرفته می‌شود و زیرگونه جزیره نورفک از بلندآوای دم‌دراز منقرض شده است.